# Sphaerodemopsis
Sphaerodemopsis is een geslacht van wantsen uit de familie van de Naucoridae (Zwemwantsen). Het geslacht werd voor het eerst wetenschappelijk beschreven door Handlirsch in 1908.

## Soorten
Het genus bevat de volgende soort:

- Sphaerodemopsis jurassica Handlirsch, 1908